# Hugo III de Tours
Hugo III de Tours (765 - 20 de outubro de 837) foi conde de Tours e Duque da Alta Alsácia durante os reinados de Carlos Magno (c. 742 - 28 de janeiro de 814)  e Luís I, o Piedoso  (778 – 20 de junho de 840).

## Biografia
Filho de Luitfrido II de Sundgau (c. 750 - 787) e de Bava da Alsácia. Tendo as suas origens na dinastia dos Eticônidas, é conde de Tours e duque da Alta Alsácia durante os reinados de Carlos Magno e Luís, o Piedoso.   Tem um irmão, Leutardo de Sundgau cujo filho Oteberto, bispo de Estrasburgo, é assassinado em 813.
Em 811 foi nomeado por Carlos Magno embaixador em Constantinopla, uma posição que ocupou até fevereiro de 828 quando é destituído desta função por Luís, o Piedoso por tardar em em levar socorro a Bernardo de Septimânia que combatia os Sarracenos comandados por Abou Marvan no sul da Aquitânia. Ele e o conde Matefrido de Orleães foram severamente repreendidos  por Luís, o Piedoso que os destitui de seu título. É no seguimento deste episódio que Hugo recebe o nome de Hugo, o Tímido.
Hugo III casa a sua filha Ermengarda de Tours com Lotário I a 15 de outubro de 821. A cerimónia desenrola-se em Diedenhofen hoje Thionvile na presença das mais altas personalidades da época entre os quais o bispo de Estrasburgo, Adeloque e trinta e um prelados.

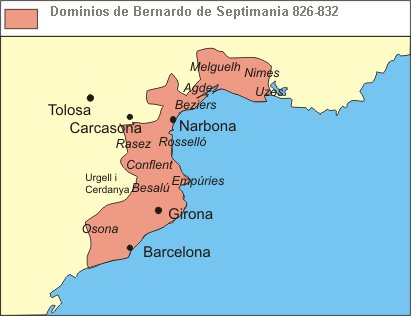
Domínios de Bernardo de Septimânia

Outra das suas filhas, Berta, desposou em 843 Girarto de Vienne que se tornou assim por casamento cunhado de Lotário I. Por volta de 858/859, Girarto de Vienne, conde de Paris e de Fezensac, funda a abadia de Vezelay.
Ele tinha por adversários os filhos de Guilherme de Gellone, netos de Carlos Martel, Bernardo de Septimânia, Gaucelmo, conde de Rossilhão e seu parente Bernardo de Gótia. Enquanto os três apoiam o imperador Luís, o Piedoso, ele apoa o seu genro Lotário.
Em junho de 833, Luís, o Piedoso foi capturado por seu próprio filho no campo da Falsidade, perto de Colmar, após uma revolta fomentada por Lotário I. Em 835, Louis, o Piedoso está de volta ao seu trono e vem a Thionville para levar a dieta convocada para o mês de fevereiro. Lotário I, após ter continuado algum tempo a sua rebelião, foi a convite de seu pai com o Conde Hugo que o apoia. Em 834, em Chouzy-sur-Cisse, perto de Blois, ele foi forçado a submeter-se a seu pai. Ele implora a sua graça. O seu pai perdoa-o e restaura ao mesmo tempo ao Conde Hugo todas as terras da Alsácia sem contudo poder exercer qualquer autoridade sobre a sua terra. É graças à intervenção Vala de Corbie ex-tutor de Carlos Magno e conselheiro de Lotário I que os dois personagens são perdoados. No entanto, eles perderam tanto o seu condado e parte de sua propriedade. Lotário I foi forçado ao exílio na Itália com Hugo III, que morreu a 20 de Outubro de 837 de peste. Com a sua esposa que lhe sobrevive dois anos, eles são enterrados em na Igreja de São João Baptista de Monza na Lombardia.
Pouco antes da sua morte Hugo III e seu irmão Leutardo doaram as terras situadas em Échery au Petit Rombach sector de Sainte-Croix-aux-Mines) para Ermengarda, que irá construir um 836 um pequeno santuário que irá durar cem anos depois de um convento beneditino conduzido por um monge da abadia de Gorze chamado Blidulfo. Hugo foi também o benfeitor da abadia de Saint-Mary de Niedermunster em Saint-Nabor  perto de Mont Sainte-Odile na Baixa Alsácia. Antes de sua morte, ele lega os seus bens à capela São João Batista de Monza.

## Relações familiares
Filho de Luitfrido II de Sundgau (c. 750 - 787) e de Hiltrude ou Hiltrudis e casado com Eva de Auxerre (c. 775 -?), filha de Irmenaldo de Auxerre, de quem teve:
1. Ermengarda de Orleães e Tours (804 - 20 de março de 851), esposa, de Lotário I da Lotaríngia (795 — Prüm, 29 de Setembro de 855),
2. Adelaide de Tours (c ? - 966), esposa de Conrado I de Auxerre [6] (nascido cerca de 800 - 22 de março entre 862 e 866), irmão da imperatriz Judite da Baviera, esposa de Luís, o Piedoso, ela tem um filho de nome Hugo que é durante algum tempo arcebispo de Colónia.
3. Berta de Tours, esposa (843) de Girardo de Rossilhão (ou também Girardo de Vienne, conde de Paris e Fesenzac (816-874) e Vienne (844-874)), e, portanto, irmão de Lotário I. Berta fundou a Abadia de Vézelay.
4. Hugo de Tours (? - 25 de janeiro de 835),
5. Luitfrido de Monza (c. 810 - depois de 866), foi conde da Alsácia e da Lombardia, Ministro de Lotário II, pai de Eva de Tours (esposa de Unroch III de Frioul).
6. Berengário de Tours (? - 838) candidato ao governo do território da Septimânia.